# Ferdinand Lancien
Pour les articles homonymes, voir Lancien.
Ferdinand Lancien, né le 18 août 1874 à Carhaix et décédé le 7 janvier 1955 à Carantec (Finistère), est médecin, journaliste et homme politique français. Il a été maire de Carhaix, député, puis sénateur du Finistère et président du conseil général du Finistère. Siégeant comme sénateur gauche démocratique, il a voté les pleins pouvoirs au maréchal Pétain le 10 juillet 1940.

## Vie publique
Reçu docteur en médecine en 1901, il exerce peu la profession de médecin, mais se tourne vers le journalisme au niveau local, puis national (quotidien parisien Le Matin). Il entre en politique en se faisant élire comme conseiller général du canton de Carhaix en 1904. Il devient maire de Carhaix en 1906.

En 1914, il devient député, très bien élu, de la 2e circonscription de Châteaulin et s'inscrit au groupe républicain socialiste, indépendant des partis radical et socialiste.

Pendant la guerre, alors qu'il avait refusé la loi du service militaire de 3 ans, il participe au Comité secret et lui fait un rapport sur son voyage en Russie en 1917.

Il intervient à la Chambre sur les questions d'hygiène et sur les problèmes sociaux liés à la guerre.

Il n'est pas réélu en 1919, les élections étant au scrutin de liste départemental, car il ne fait pas partie des trois élus de la Liste de concentration républicaine.

En 1921, il entre au Sénat et y est réélu en 1929 et 1938, siégeant dans le  groupe de la gauche démocratique, radicale et radicale-socialiste. Il exerce les fonctions de secrétaire de 1922 à 1926, puis de questeur de 1926 à 1933.

Ses interventions concernent les questions de prévoyance, d'aide sociale et d'hygiène, en particulier les retraites et les pensions des marins, mais aussi la préparation de l'armée (marine et aviation) et la politique coloniale.

Pendant l'occupation allemande, il est arrêté et détenu à Quimper. Il n'est donc pas inquiété lors de l'épuration, mais doit se retirer de la vie politique du fait de son vote de 1940.

### Sources
- « Ferdinand Lancien », dans le Dictionnaire des parlementaires français (1889-1940), sous la direction de Jean Jolly, PUF, 1960 [détail de l’édition]